# 甄琛
甄琛（5世纪—524年），字思伯，中山郡毋极县（今河北省无极县西）人，中国南北朝北魏政治人物。東漢太保甄邯之後。

## 生平
甄琛不为礼法所拘。举秀才，进入国都平城多年，喜欢下棋常不睡觉，听仆从的劝谏，跟随李彪读书。魏孝文帝太和初年，为中书博士，转任谏议大夫。受孝文帝赏识。魏宣武帝初年，担任中散大夫，兼御史中尉。上表求松弛盐禁，甄琛听从，参八座议事，弹劾的多为小吏，不能纠察权贵。转任侍中，奉迎权贵赵脩。赵脩死后，被弹劾免官归本郡。后恢复官职为散骑常侍，领给事黄门侍郎，定州大中正。受宣武帝宠信。转任河南尹，建议以羽林巡察诸坊巷，于是为定制。魏孝明帝初年，因为他依附高肇，出任营州刺史。后来转任定州刺史，他为政严苛，被人讥议。因为和崔光关系好，转任侍中。
正光五年（524年）甄琛去世，谥号孝穆。其子甄侃、甄楷。

## 延伸阅读
[在维基数据编辑]
 《魏書·卷68》，出自魏收《魏书》
 《北史·卷040》，出自李延壽《北史》